# مقبرة 43
مقبرة 43 وتعرف عالميا باسم KV43، وتقع في الوادي الشرقي بوادي الملوك بمصر، وهي المقبرة الخاصة بفرعون مصر تحوتمس الرابع ثامن ملوك الأسرة الثامنة عشر، واكتشفت المقبرة على يد هوارد كارتر والذي قاد حملة كشفية في ذلك الوقت لمصلحة ثيودور ديفيز الذي قام بدوره بنشر مذكرة تفصيلية عن اكتشاف المقبرة عام 1904.
شيدت المقبرة على أساس المحور المقوس وهو التصميم النمطي لكل مقابر ملوك الأسرة الثامنة عشر المدفونين بوادي الملوك، وساهم موقع المقبرة في الحفاظ عليها بحالة جيدة من خطر مياه الفيضان الموسمية حيث تقبع المقبرة في الشقوق الصخرية بعيدا عن أرضية الوادي.
يذكر أن الأمير أمنمحات والأميرة تنت أمون ولدي تحوتمس الرابع قد دفنا معه في نفس المقبرة. 

## مطبوعات
- Davis, Theodore M. The Tomb of Thoutmosis IV. London: Duckworth Publishing, 2002. ISBN 0-7156-3120-9

## أعلام
- تحوتمس الرابع

## وصلات خارجية
- مشروع تخطيط طيبة: مقبرة 43 - يضم وصفا وصورا وخرائط للمقبرة.